# Mount Elgon District
Mount Elgon District war ein Distrikt in der kenianischen Provinz Western. Die Hauptstadt war Kapsokwony. Der Distrikt lag südöstlich des Mount Elgon, im Norden und Westen grenzte er an Uganda. Im Rahmen der Verfassung von 2010 wurden die kenianischen Distrikte aufgelöst. Das Gebiet gehört heute zum Bungoma County.

## Gliederung
Der Distrikt gliederte sich in vier Divisionen: Kapsokwony, Kaptama, Kopsiro und Cheptais. Diese waren in 16 Locations und 40 Sub-Locations unterteilt. Der Mount Elgon District bildete einen Wahlbezirk.
| Divisionen |           |               |
| Division   | Einwohner | Fläche in km² |
| Kapsokwony | 024.526   | 255,66        |
| Kaptama    | 023.885   | 209,95        |
| Kopsiro    | 046.553   | 248,78        |
| Cheptais   | 040.069   | 222,36        |
| Gesamt     | 135.003   | 936,75        |

## Gesundheitswesen
Der Mount Elgon District verfügte über ein Krankenhaus, drei Gesundheitszentren und sechs Dispensaries. Auf einen Arzt kamen mehr als 144.000 Personen. 21 % der Bevölkerung im Mount Elgon District waren HIV-positiv oder an Aids erkrankt. Die Säuglingssterblichkeit lag bei 6,36 %, den 5. Geburtstag erlebten 9,4 % der Kinder nicht.

## Konflikt am Mount Elgon
Im Mai 2006 eskalierte der Konflikt zwischen den Angehörigen der Saboat, die zu den Kalenjin gehören, und der kenianischen Regierung. Die Saboat warfen der Regierung vor, ihr Land den verfeindeten Okiek zugesprochen zu haben. Die „Sabaot Land Defence Force“ kämpfte gegen die Okiek und die kenianische Armee. Im Mai 2008 wurde von mehr als 600 Toten und 400 Folteropfern berichtet.

## Söhne und Töchter des Mount Elgon Districts
- Doris Chepkwemoi Changeywo (* 1984), kenianische Langstreckenläuferin
- Solomon Busendich (* 1984), kenianischer Langstreckenläufer